# 클로르페녹사민
클로르페녹사민 (Chlorphenoxamine) 또는 페노세닌(Phenoxene)은 항소양제 또는 항파키슨제 약물로 사용하는 항히스타민제이자 항콜린제이다.